# Maandag
Maandag is een van de zeven dagen van de week. Het is de dag die op zondag volgt. De dag na maandag is dinsdag.
Maandag is naar de maan genoemd. Bij de Romeinen heette de dag dies Lunae, wat Latijn is voor "dag van de maan".

## Eerste of tweede dag van de week?
In de joods-christelijke wereld wordt  maandag als de eerste of als de tweede dag van de week gezien. Voor beide bestaan goede argumenten. De status van de zondag als rustdag (de Dag des Heren) was oorspronkelijk die van zaterdag. Bezien vanuit deze oorspronkelijke stand van zaken is het verdedigbaar om zondag als de eerste dag van de week te zien, en  maandag dus als de tweede. Agenda's vermelden echter doorgaans de maandag als eerste dag van de week, vooral ook om het weekeinde gemakkelijk samen te kunnen vatten aan het einde. Ook volgens ISO 8601 is maandag de eerste dag van de week.
De Indo-Europese talen zijn het over de nummering van de maandag evenmin eens: het Portugees, van de talen die de maandag niet naar de maan noemt, maar naar zijn plaats in de week, beschouwt de maandag als de tweede dag (segunda-feira), net als het Grieks, Δευτέρα, maar het Hongaars (hétfö = lett. weekhoofd) en het Estisch (esmaspäev = eerste dag) als de eerste. De Slavische talen noemen de maandag 'de dag na de zondag', maar uit hun namen voor de dinsdag (tweede dag), blijkt dat ook de sprekers van deze talen de maandag als de eerste dag beschouwen. In het IJslands zijn zondag naar de zon en maandag naar de maan genoemd, maar heet dinsdag 'derde dag', en donderdag 'vijfde dag'.

## Varia
- In het volksgeloof staat  maandag in een kwaad licht.
- Maandagziekte of tying up is een spierprobleem dat vooral voorkomt bij paarden.
- De uitdrukking "Ergens een blauwe maandag zijn geweest" betekent dat iemand ergens heel kort is geweest en dat die periode niet zoveel betekenis heeft gehad.

## Speciale maandagen
Zie Speciale maandagen.